# Eugene Mirman
Eugene Boris Mirman, född 1974, är en amerikansk komiker och skådespelare.